# Sebastian Klotz (Geigenbauer)

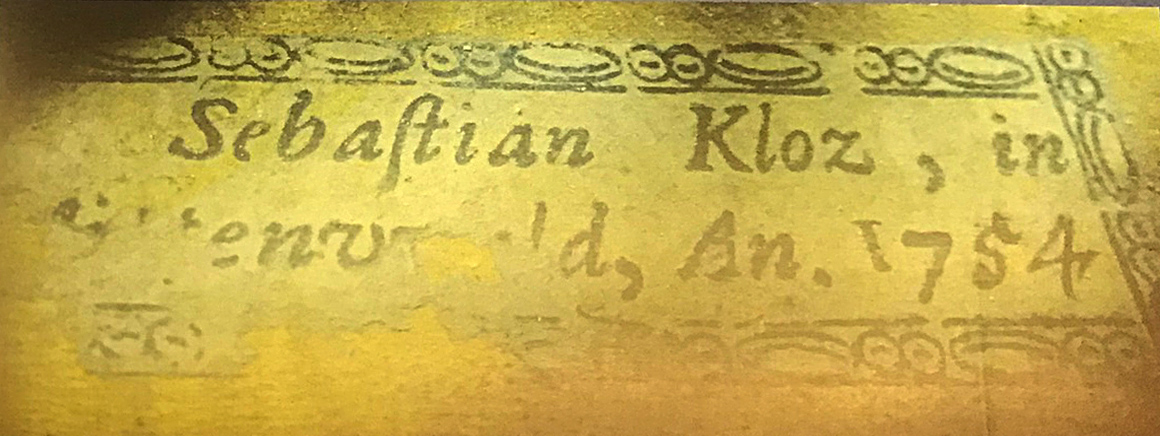
Zettel einer Sebastian Klotz Geige von 1754

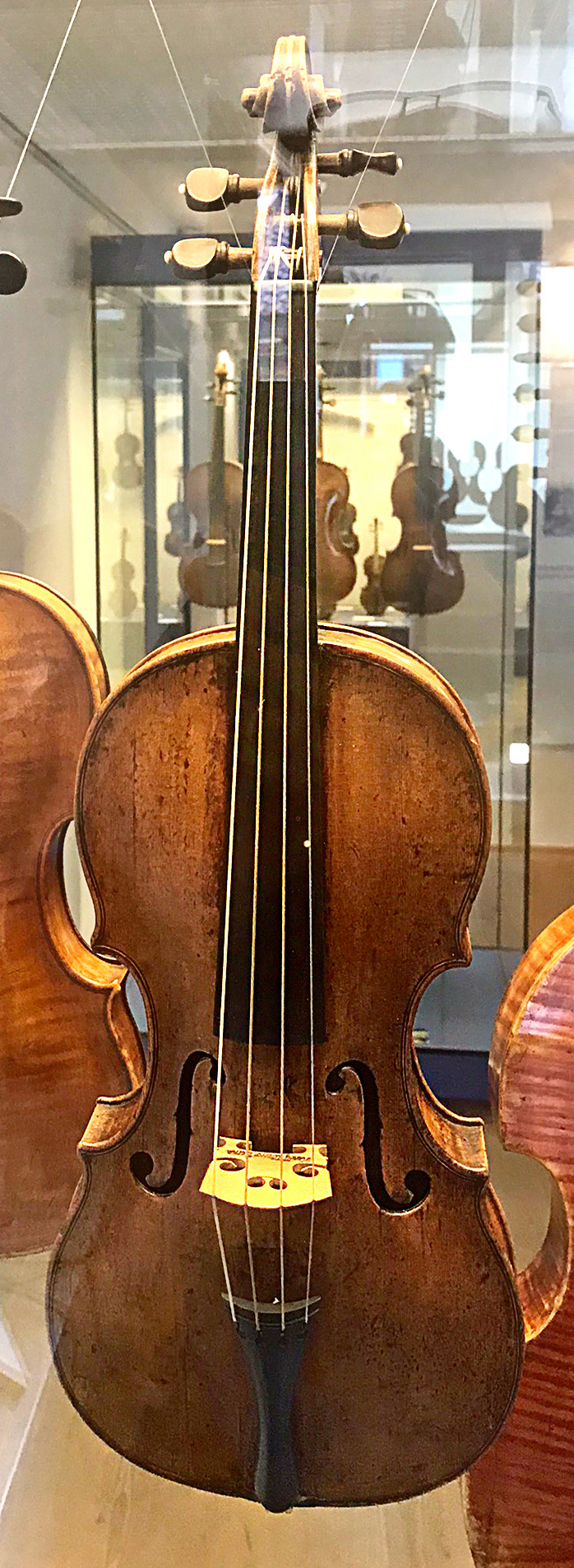
Geige von Sebastian Klotz aus den 1750er Jahren

Sebastian (I.) Klotz, auch Sebastian Cloz, Kloz, Khlotz (* 18. Januar 1696 in Mittenwald, Oberbayern; † 20. Januar 1775 ebenda) war ein bedeutender Geigenbauer in Mittenwald aus der Familie Klotz.

## Leben
Sebastian Klotz war der zweite Sohn der Weberstochter Maria Seiz und Matthias Klotz, der als Begründer des Geigenbaus in Mittenwald gilt. Er erlernte den Geigenbau bei seinem Vater ab ca. 1710. 1724 heirateten er und die aus Rovereto im Trentino, Südtirol stammende Maria Rosina Mayr (um 1704–1770) in Mittenwald. Dem jungen Ehepaar wurde ein Hausanteil in der Stainergasse 33 überschrieben, in dem er seine erste eigene Geigenbauwerkstatt einrichtete. Von ihren elf Kindern wurden bis auf das erste, Georg (II.) Carl, alle in Mittenwald getauft. Spätestens 1733 arbeitete Sebastian wie sein älterer Bruder Georg (I.) und sein Vater Matthias selbstständig. Sebastian war nach dem Tod seines Bruders Georg 1737 und neben seinem 84-jährigen Vater die wichtigste Geigenmacher Persönlichkeit in Mittenwald.
Sebastian Klotz und sein älterer Bruder Georg Klotz (1687–1737) schufen das typische Mittenwalder Geigenmodell. Dieses sogenannte Klotz-Modell, liegt mit seiner Modellästhetik zwischen der von Jakob Stainer und Nicola Amati und war bis nach 1800 Vorbild der Mittenwalder Schule des Geigenbaus. Typisch sind mittelhohe Wölbung, breite Wölbungshohlkehle, flache Randhohlkehle und plastische Randarbeit. Der charakteristische Lack ist dünn und farbintensiv braun. 
Die beiden frühesten bekannten Geigen von Sebastian Klotz datieren in die Zeit 1720 bis 1725 und tragen Stainer-Modellzettel. Von 1726 bis 1740 sind handgeschriebene Zettel von ihm bekannt. Gedruckte Zettel mit seinem Namen sind ab 1750 erhalten.
Der älteste Sohn Georg (II.) Carl Klotz (ca. 1723–1797) starb 74-jährig und wurde wahrscheinlich in Rovereto geboren bevor die Eltern am 15. Mai 1724 in Mittenwald heirateten. Er erlernte das Geigenbauhandwerk bei seinem Vater Sebastian vermutlich von 1736 bis etwa 1741. Neben seinem jüngeren Bruder Ägidius Sebastian Klotz (1733–1805) gehörte er zu den sehr produktiven Geigenmachern der Klotz-Familie. Zusätzlich zu seinem eingeklebten Zettel schrieb er seinen Namen immer innen unterhalb des Oberklotzes auf den Boden seiner Instrumente. Georg heiratete 1751 in Mittenwald Anna Egenrieder. Von ihren sechs Kindern hat nur die Tochter Anna Franziska (* 1759) überlebt. Sie heiratete 1790 den Geigenmacher Johann Georg Karner (* 1759), der vermutlich ein Schüler ihres Vaters war. 
Auch Sebastians jüngster Sohn Joseph Thomas Klotz (1743–1829) wurde Geigenmacher. Die Lehrzeit bei seinem Vater dauerte etwa von 1756 bis 1761. Von ihm sind Instrumente ab 1772 erhalten. Er baute neben Geigen, Bratschen und Cellos auch Gitarren. Joseph heiratete 1773 in Mittenwald Anna Kriner (um 1748–1788). Von ihren zwölf Kindern wurden die beiden Söhne Joseph Dionys (1784–1863) und Mathias (III.) Peter (1788–1847) ebenfalls Geigenmacher. 
Zu Sebastians Schülern zählten Anton und Andreas Gäßler sowie Johann Georg Psenner aus Innsbruck.

## Geigenzettel
Streichinstrumente von Sebastian Klotz zeigen folgende Zettel:
- Seb. G. Kloz in Mittenwald, 1732
- Sebastian Klotz in Mittenwald an der Iser 1734
- Sebastian Kloz, in Mittenwald, an 1743
- Sebastian Kloz, in Mittenwald, An. 1754